# 見上和由
見上 和由（みかみ かずよし、1930年（昭和5年）4月30日 - 2024年（令和6年）11月22日）は、日本の政治家。元神奈川県綾瀬市長（3期）。

## 来歴
神奈川県出身。1950年より綾瀬町役場に勤務しながら私立藤沢高等学校（現・藤嶺学園藤沢中学校・高等学校）の定時制に通う（1952年卒業）。国民年金課長、総務参事、市制施行準備室長、収入役、助役を経て、1992年の市長選挙で現職で旧綾瀬町時代からの市長だった鈴木進を破り、初当選した。市長を3期務め、2004年の市長選挙で元綾瀬市議の笠間城治郎に敗れた。
2024年11月22日、老衰のため死去。94歳没。死没日付をもって従五位に叙された。